# Der Winsbeke

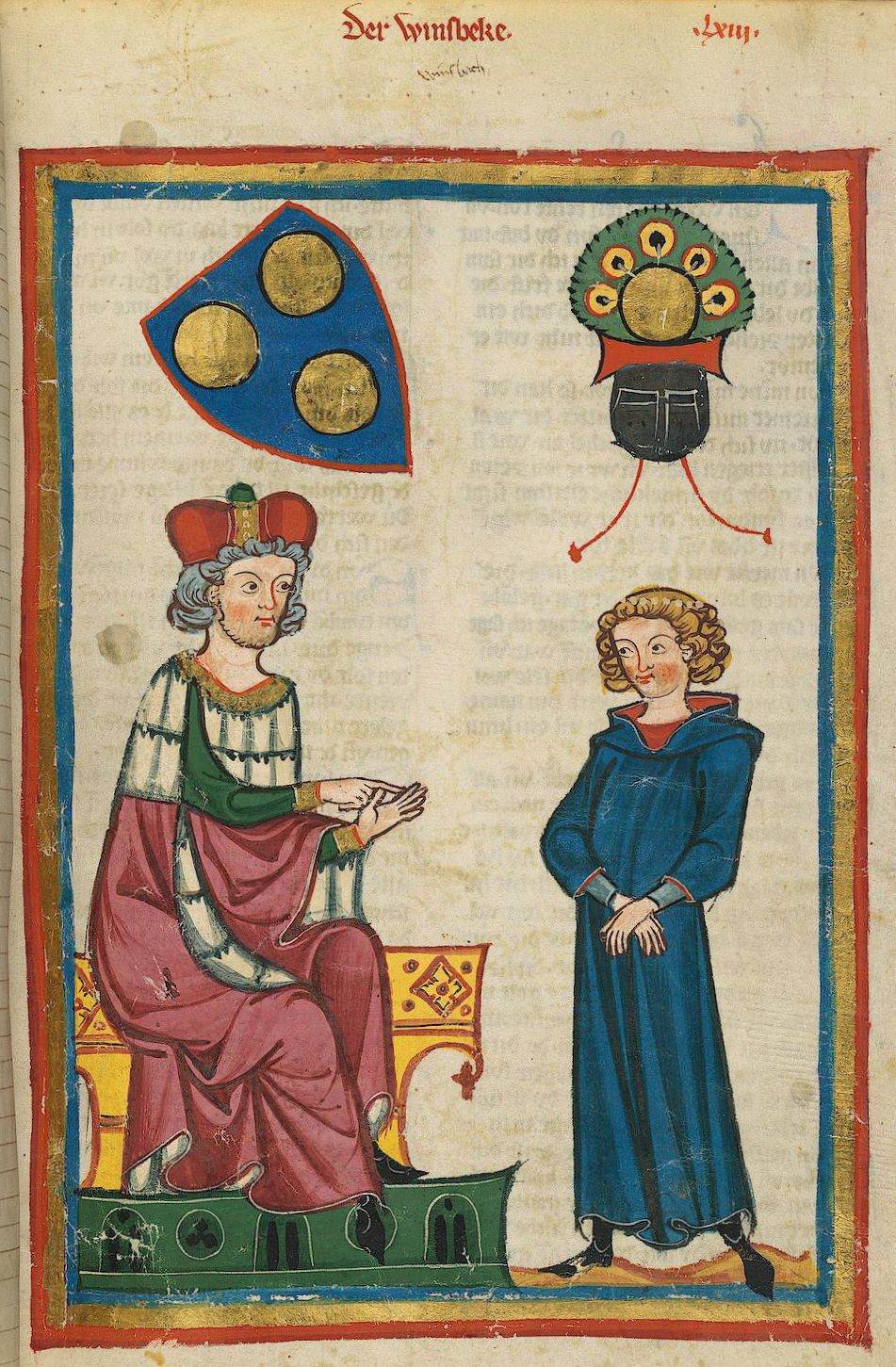
Miniatur: Der Winsbecke (Codex Manesse, 14. Jh., fol. 213r.)

Der Winsbeke (auch: Windsbacher oder Winsbecke) ist ein mittelhochdeutsches sangbares Lehrgedicht in Strophenform aus dem frühen 13. Jahrhundert (entstanden um 1210/1220, vermutlich im mittelfränkischen Raum). Seine rund 78 Strophen stellen ein Lehrgespräch zwischen einem Vater und dessen Sohn dar. Als eng mit dem Winsbecke verwandt gelten die Winsbeckin (lehrhafter Dialog zwischen Mutter und Tochter) und die Winsbecke-Parodie. Dieser Winsbecke-Stoffkreis wurde von Mäzenen, Publikum und Schreibern wohl als zusammengehöriger Textkomplex empfunden.

## Autor und Text

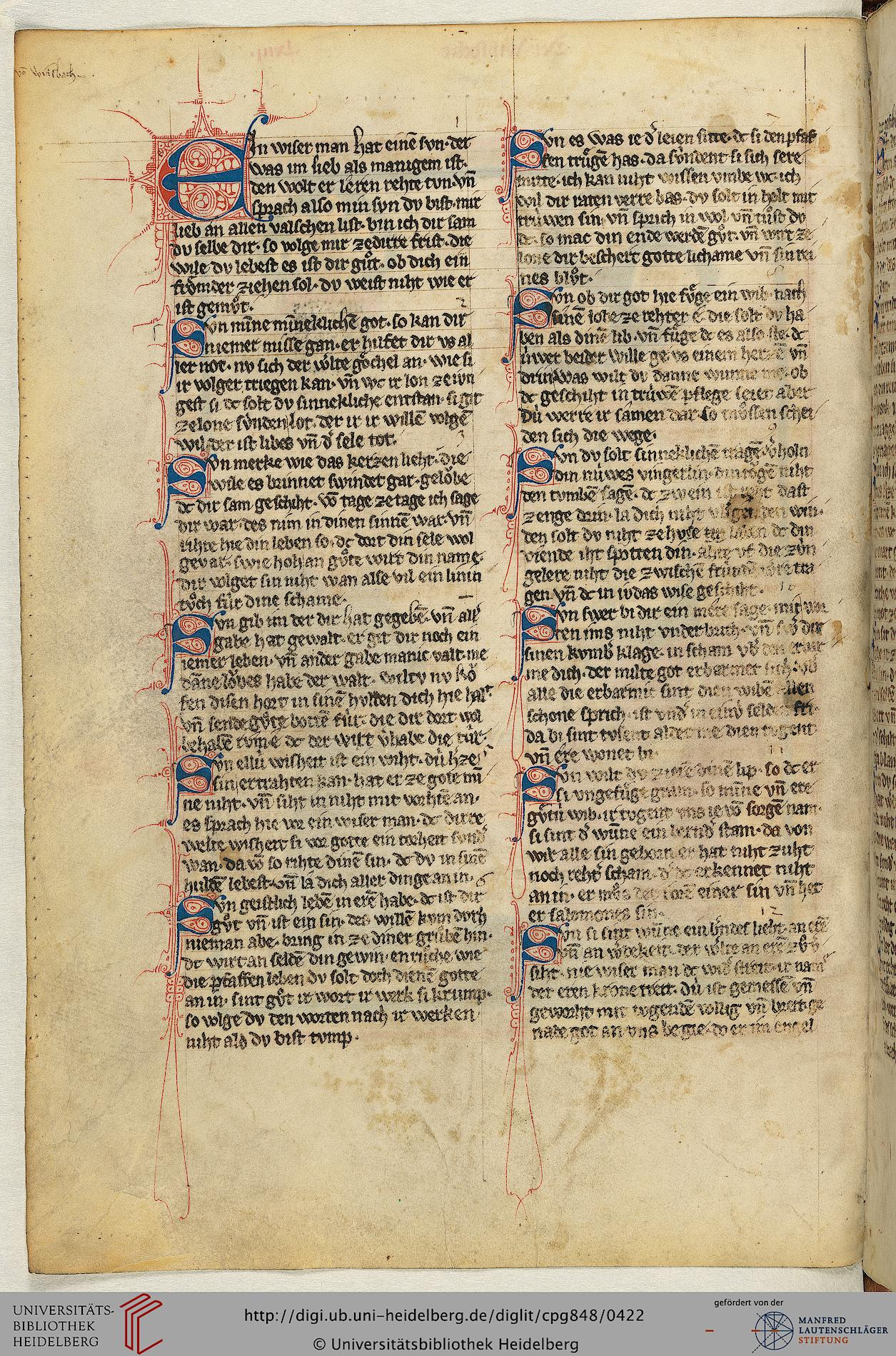
Ausschnitt des Winsbecke-Gedichts mit Schreibervermerk in der linken oberen Ecke (Codex Manesse, 14. Jh., fol. 213v.)

Es ist unklar, ob es sich bei der Bezeichnung Winsbecke um einen realen Autorennamen handelt. Im Codex Manesse wird die Bezeichnung Winsbeke als Korpus-Überschrift benutzt, es finden sich jedoch zwei kleine Schreibervermerke (Kolophone) auf Blatt 213r und 213v, die plausible Hinweise liefern, dass es sich um einen realen Autornamen handeln könnte. Diese Schreibervermerke stellen eine Besonderheit im Codex Manesse dar und verweisen zum einen auf den historischen Ort „Winsbach“ (213r) (vielleicht Windsbach/Ansbach in Mittelfranken), zum anderen (213v) auf einen möglichen Autor „von Winsbach“ (213v), der in diesem Fall zum Titelgeber seines eigenen Werkes geworden wäre. Der Bezug auf ein Rittergeschlecht von Windsbach (nahe Wolframs-Eschenbach) ist aber hypothetisch. Abgesehen von der Erwähnung im Codex Manesse erscheint der Name „Der Winsbecke“ auch in Hugos von Trimberg Dichterkatalog Der Renner, in dem die Bezeichnung als Autorzuschreibung aufgefasst wird und somit auch für einen möglichen realen Autornamen spricht. Heute werden die Namen Winsbecke und Winsbeckin üblicherweise auf die Figuren des Vaters bzw. der Mutter in den Texten bezogen.
Der Winsbecke umfasst rund 78 Strophen und entspricht in seiner strophischen Anlage und seinem lehrhaften Inhalt den Traditionen der Sangspruchdichtung. Er hebt sich aber durch die Häufung der Strophen bei gleichbleibender Thematik und durch die Verwendung von Sprecher-Rollen davon ab. Die Forschung teilt den Text in einen von eher weltlicher Didaxe geprägten ersten „alten“ Teil (Strophe 1–56) sowie einen asketischer ausgerichteten zweiten Teil (ab Strophe 57) ein. Der zweite Teil gilt als späterer Zusatz und stammt möglicherweise von einem anderen Verfasser. Dafür sprechen die formalen und inhaltlichen Unterschiede der beiden Teile, die Existenz von Textzeugen, die nur Strophen des ersten Teils enthalten, sowie die Korrespondenz zwischen dem Schluss des ersten Winsbecke-Teils und dem der Winsbeckin. Daraus kann geschlossen werden, dass dem Verfasser der Winsbeckin eine Winsbecke-Version vorlag, die nur dessen ersten Teil umfasste (Strophe 1–56). Untersucht man die Strophentabelle, in der die überlieferten Strophen der jeweiligen Handschriften abgebildet sind, gibt es einige Indizien, die für einen einzigen Verfasser der beiden Teile sprechen: Es lässt sich im Strophenbestand der Textzeugen kein eindeutiger Haltepunkt nach Strophe 56 ausmachen. Die Mehrheit (B, C, J, k, l), darunter auch die wichtigsten Haupthandschriften, beinhaltet beide Teile des Winsbecke. Es gibt keine einzige Überlieferung, die ausschließlich den zweiten Teil umfasst, lediglich in drei Handschriften (E, g, K), die den Text ohnehin nur fragmentarisch überliefern, beschränkt sich die Überlieferung auf den ersten Teil. Dieser fließende Strophenübergang in den meisten Handschriften könnte auf eine zeitliche Nähe der Entstehung der beiden Teile zurückzuführen sein. Dadurch ist die Möglichkeit eines einzigen Verfassers der zwei Teile nicht auszuschließen. Wie es zur Entstehung der Fortsetzung – der Antwort des Sohnes – gekommen ist, bleibt spekulativ. Denkbar wäre beispielsweise eine große Nachfrage seitens des Publikums, das sich auch die Reaktion des Sohnes auf die Lehren des Vaters erwartete.
Die große Menge an Textzeugen (siehe Überlieferung) sowie die Verbreitung an überlieferten Fassungen über den alemannischen, schwäbischen und bairischen Raum lassen auf eine damals weitverbreitete Rezeption und Beliebtheit des Textes schließen. Auch die Tatsache, dass der Winsbecke als Grundlage für die beiden Umdichtungen Die Winsbeckin und Winsbecke-Parodie herangezogen wurde, sind Belege für die Popularität des ursprünglichen Texts. Im Laufe des 15. Jahrhunderts verlor der Winsbecke-Komplex nach einer 200 Jahre andauernden kontinuierlichen Tradierung die Gunst des Publikums. Die Ursachen für einen plötzlichen Abbruch der Texttradition waren womöglich die mangelnde Attraktivität des Inhaltes und der veraltete Formtyp. Einen erneuten Aufschwung an Wertschätzung erfuhren der Winsbecke und die Winsbeckin nach ihrer Veröffentlichung in Melchior Goldasts Paraeneticorum veterum. Sie galten im 17. und 18. Jahrhundert als repräsentative Muster mittelalterlicher deutscher Poesie.

## Strophenform
Die Winsbecke-Strophe ist stollig gebaut und besteht aus zehn vierhebigen Versen mit acht durchwegs männlichen Reimen. Der Aufgesang weist einen Kreuzreim auf, den Abgesang bilden zwei identische Waisen-Terzine, deren erste den b-Reim des Aufgesangs weiterführt. Formal verwandt sind die Tirol- und die Morolf-Strophe (König Tirol und Salman und Morolf). Dieser strophische Aufbau verweist ebenso wie die Tatsache, dass unter anderem in Handschrift k eine Melodie überliefert ist (siehe Überlieferung), auf eine Konzeption als sangbarer Text.

## Inhalt
Im ersten Teil (Strophe 1–56) folgen nach einer kurzen Einleitung (Strophe 1) eine Reihe väterlicher Lehren, die jeweils mit der direkten Anrede des Sohnes („sun“) beginnen, der zunächst schweigt und sich erst im zweiten Teil zu Wort meldet. Die Lehren handeln von der richtigen Lebensführung, von ritterlicher Moral und Ethik sowie vom Verhältnis zu Gott, Frauen und Geistlichkeit. Der erste Teil beinhaltet aber auch Warnungen vor einzelnen Lastern. Daneben erteilt der Vater konkrete Ratschläge zum Verhalten bei Hof, zum Umgang mit Besitz, zur Einschätzung der eigenen Fähigkeiten und zur Beachtung guter Ratschläge. Die Lehren des Vaters fokussieren dabei in ihrer Grundhaltung vor allem die Aspekte der Ehre sowie des Seelenheils und sind sehr diesseitig orientiert: Er erklärt dem Sohn ausführlich, wie er sein irdisches Leben ausrichten muss, um sich Gottes Gnade sichern zu können und so ein glückseliges Dasein im Jenseits führen kann. Im ersten Teil geht es somit um das Finden der richtigen Balance zwischen Gott und der Welt, wodurch eine wichtige Problematik der damaligen Zeit thematisiert wird. Die Lehren versuchen einen solchen Ausgleich im Gegensatz zum zweiten Teil nicht durch Weltflucht und Askese, sondern durch sittliche Reinigung und moralisches Wachstum zu finden. Gottesliebe, Aufrichtigkeit und Zucht sind die drei Hauptlehren des Vaters. Die im zweiten Teil anschließende Antwort des Sohnes (Strophe 57–80) konzentriert sich in Abgrenzung zu den Lehren des Vaters vorwiegend auf die Thematik der Askese und der Weltflucht. Der Sohn sichert dem Vater zwar zu, dessen Lehren zu beachten, fordert ihn gleichzeitig aber auf, Buße zu tun und aufgrund seiner Sünden ein Spital zu stiften. Mit dem Begriff Spital ist nicht ausschließlich eine Krankenanstalt im heutigen Sinn gemeint, er umfasst im Mittelhochdeutschen eine vielfältigere Bedeutung: Es kann sich dabei auch um ein christliches Pflegeheim, einen Beherbergungsbetrieb mit christlicher Hausordnung und eine Klosterherberge für Reisende, Mönche und Pilger handeln. Ergriffen stimmt der Vater seinem Sohn zu und es kommt zu einem Gebet, in dem der Vater seine Sünden bekennt und Gott um Gnade bittet. Schließlich verspricht er die Stiftung seines Vermögens für das vom Sohn geforderte Spital, in das er sich mit ihm zurückziehen will, um dort gemeinsam der weltlichen Lebensausrichtung zu entsagen und um ein vollkommen gottesfürchtiges Leben zu führen.

### Gattung und Gebrauchssituation
Der Winsbecke zählt zur Gattung der lehrhaften Dichtung, die sich durch einige Besonderheiten auszeichnet. Die Vermittlung von Wissensinhalten erfolgt in poetischer Sprache und unterscheidet sich deutlich vom heutigen Verständnis von Poesie, wonach poetische Inhalte subjektiv geschaffen sind und nicht die unmittelbare Realität abbilden. Die reichen Überlieferungen an didaktischen Dichtungen aus dem Mittelalter und auch der strophisch verfasste Winsbecke zeigen die Sonderstellung der Lehrdichtung innerhalb der poetischen Formen. Der Winsbecke zählt zu jener Form belehrender Dichtung, in der allgemeingültige Lehrinhalte direkt durch das Gespräch der Protagonisten vermittelt werden. Diese dienten als positive Beispielsfiguren, die Lebens- und Verhaltensideale sichtbar machen sollten sowie eine didaktisch-erzieherische Wirkung zum Ziel hatten, wodurch am Hof ein einheitliches, auf ein gemeinsames Standesideal ausgerichtetes Bewusstsein erzeugt werden sollte. (Eine solche Wirkung ist aber auch durch eine sogenannte negative Didaxe erzielbar, indem anstelle von positiven Beispielsfiguren negative eingeführt werden und ein Ideal durch satirische Verkehrung präsentiert wird. Einen solchen Fall negativer Didaxe stellt die Winsbecke-Parodie dar.) Im Winsbecke übernimmt der Vater die Rolle der positiven Beispielsfigur, die Gestaltung der Lehre in Form eines väterlichen Rats im Winsbecke ist zurückzuführen auf die Überzeugung, dass Menschen ihre von der Natur oder von Gott gegebenen Anlagen entwickeln müssen. Diese Erziehung ist demnach Aufgabe von Personen oder Instanzen, die bereits Erfahrung und Autorität mitbringen. Die Thematik des Texts entspricht auch der Erziehungsmaxime der mittelalterlichen Didaktik. Diese besagt, dass man Gott und den Menschen lieben soll wie sich selbst, um jeden anderen Menschen zur Anbetung Gottes zu führen.

### Textauszüge mit Übersetzung

#### Teil 1: Die väterlichen Lehren
Strophe 1
| Ein wîser man hetẹ einen sun, der was im liep, als maneger ist. den woltẹ er lêren rehte tuon und sprach alsô: 'mîn sun, dû bist mir liep âne allen valschen list. bin ich dir liep sam dû mir, sô volge mir ze dirre vrist, die wîlẹ ich lebe, ez ist dir guot: ob dich ein vremder ziehen sol, dû weist niht, wiẹ er ist gemuot. | Ein weiser Mann hatte einen Sohn, den hatte er so gern, wie es üblich ist. Er wollte ihn das richtige Handeln lehren, und so sprach er: „Mein Sohn, ich habe dich aufrichtig lieb. Hast du mich ebenso lieb, wie ich dich, dann befolge jetzt das, was ich dir rate. Solange ich lebe, geht es dir gut, wenn dich aber ein Fremder erziehen sollte, dann wüsstest du nicht, wie er gesinnt ist. |

Inhalt
Die erste Strophe beschreibt die Rahmenbedingungen des ersten Teils des Textes: Ein liebender Vater spricht zu seinem Sohn und verkündet, dass er ihm nun Ratschläge zur richtigen Lebensführung erteilen wird, die der Sohn befolgen soll. Der Vater möchte sicherstellen, dass sein Sohn auch nach einem möglichen Tod des Vaters das Wissen um einen rechten und tugendhaften Lebensweg besitzt und gibt ihm seinen väterlichen Rat als eine Art Vermächtnis mit auf den Weg. Dadurch will er einer möglicherweise falschen Erziehung eines „Fremden“, dem nicht zu trauen sei, vorbeugen.

Strophe 2
| Sun, minne reiniclîchen got, sô ẹnkan dir nimmer missegân: er hilfet dir ûz aller nôt. nû sich der werlte goukel an, wie si ir volger triegen kan und waz ir lôn ze jungest sî. daz soltû sinneclîch verstân: si wiget ze lône swindiu lôt. der ir ze willen dienen wil, derst lîbes und der sêle tôt. | Sohn, liebe Gott aus reinem Herzen, dann kann dir nichts mehr misslingen: Er hilft dir aus aller Not. Schau dir die weltliche Gaukelei an, wie sie ihre Anhänger täuschen kann und was zuletzt deren Lohn sein wird. Das sollst du mit allen Sinnen verstehen: Sie [die Welt] teilt eine harte Strafe aus. Wer nach ihrem Willen dienen will, stirbt an Leib und Seele. |

Inhalt
Der Vater erinnert den Sohn daran, dass ihm nichts misslingen wird, wenn er Gott liebt und ein gottgefälliges Leben führt. Die Welt (personifiziert dargestellt und die Frau-Welt-Thematik aufgegriffen) hingegen ist voller Illusionen und Unwichtigkeiten, die über die wahren Werte und darüber, worauf ein auf Gott ausgerichtetes Leben ausgelegt sein sollte, hinwegtäuschen. Diejenigen, die sich von diesen weltlichen Dingen täuschen und verblenden lassen, sterben nicht nur den körperlichen, sondern auch den seelischen Tod. Diese Thematik über den physischen und seelischen Tod tritt in Zusammenhang mit dem Frau-Welt-Motiv im Laufe des Textes immer wieder auf.

#### Teil 2: Die Antwort des Sohnes
Strophe 61
| Vater, mit urloube wil ich dir mîn herzẹ entsliezen über al. ez enmac sich niht verheln bî mir: dû solt vür dîner sünden val legen ûf dîn eigen ein spitâl und solt dich selben ziehen drîn. ich var mit dir in vrîer wal. allẹ unser habe sul wir dar sein und vür der werlte trügeheit daz süeze himelrîche weln.' | Vater, mit Verlaub will ich dir mein Herz voll öffnen. Es kann sich nicht in mir verstecken: Du sollst wegen deiner Sünden ein Spital auf eigene Kosten errichten und selbst darin einziehen. Ich ziehe dort freiwillig mit dir ein, all unseren Besitz sollen wir dorthin bringen und anstelle der weltlichen Illusion das süße Himmelreich wählen. |

Inhalt
Der Sohn teilt dem Vater mit, dass er ihm sein Herz ausschütten will, und fordert ihn auf, Buße zu tun, indem er seinen weltlichen Gütern entsagen und mit seinem gesamten Vermögen ein Spital errichten soll. Dort möchte dann der Sohn gemeinsam mit dem Vater einziehen. Dieser Schritt soll die endgültige Hinwendung zu einem gottgefälligen Leben und zur Entsagung alles Weltlichen darstellen.

Strophe 65
| 'Got herre, dîne trînitât und dîne starken goteheit erbarmen sol mîn missetât. ich man dich dîner barmekeit, diu rehter riuwe ist bereit, daz dû mir stæte riuwe gebest, sô daz mir sî von schulden leit, daz ie der lîp gesündet habe: daz iht des sî diu sêle phant, durch dîne tugent des hilf mir abe. | „Gott, deine Dreifaltigkeit und deine göttliche Kraft sollen sich meiner Missetaten erbarmen. Im Namen deiner Barmherzigkeit, die offen ist für aufrichtige Reue, bitte ich dich, dass du mir diese beständige Reue ermöglichst, sodass mir meine Sünden leidtun, die einst der Körper begangen hat. Es möge nicht meine Seele [dafür] gepfändet werden: Davor bewahre mich durch dein Wohlwollen!“ |

Inhalt
Mit Strophe 65 beginnt ein Gebet des Vaters, in dem er um die Barmherzigkeit Gottes und um die Vergebung der Sünden bittet. Er ersucht Gott daher um die Fähigkeit, seine Sünden zu erkennen und aufrichtige Reue zu zeigen: Denn nur diese Art von Reue bewahrt ihn davor, dass seine Seele für die Sünden, die der Körper begangen hat, verantwortlich gemacht wird.

## Überlieferung
Der Winsbecke ist in 14 Textzeugen vom Ende des 13. Jahrhunderts bis um 1460 überliefert, mit Schwerpunkt im alemannisch-schwäbisch-bairischen Raum. Sie weisen teilweise große Unterschiede in Bestand und Reihenfolge der Strophen auf. Diese Unterschiede haben jedoch keine Auswirkung auf die Grundaussage des Textes, denn die Hauptüberlieferungen (B, C, J, k, l) umfassen das Winsbecke-Gedicht vollständig, mit einem fließenden Übergang von den väterlichen Lehren im ersten Teil zur Antwort des Sohnes im zweiten Teil. Die erstaunlich große Menge an Textzeugen, die Erhaltung des beinahe vollständigen Textes in allen großen und wichtigen Handschriften sowie die Verbreitung an überlieferten Fassungen des Textes lassen darauf schließen, dass der Winsbecke weitverbreitet und vielfach rezipiert worden ist.
Der Text ist in folgenden Handschriften vollständig überliefert:
- J (= Jenaer Liederhandschrift, Jena, Universitäts- und Landesbibliothek): 78 Strophen mit Inhaltsnotiz oder Sprecherbezeichnung zu jeder einzelnen Strophe
- h (= mgf 681, Berlin, Staatsbibliothek): Kopie von J
- B (= Weingartner Liederhandschrift, Stuttgart, Landesbibliothek): 67 Strophen
- C (= Große Heidelberger Liederhandschrift, Heidelberg, Universitätsbibliothek): 75 Strophen
- l (= Codex Rossiano, Rom, Vatikanische Apostolische Bibliothek): 73 Strophen, in der Überschrift Zuschreibung an Frauenlob
- g (= Codex Chart., Gotha, Forschungs- und Landesbibliothek): 52 Strophen
- k (= Kolmarer Liederhandschrift, München, Staatsbibliothek): insgesamt 78 Strophen in zwei Versionen zu 64 und 53 Strophen

Der Text ist in folgenden Handschriften fragmentarisch überliefert:
- E (= mgq 1532, Krakau, Bibliothek Jagiellońska, früher Berlin): 31 Strophen (als einziger Textzeuge mit Titeln der einzelnen Strophen)
- M (= Codex 1053, Münster, Universitäts- und Landesbibliothek): 21 Strophen
- w (= Wiener Leichhandschrift, Wien, Österreichische Nationalbibliothek): 6 Strophen
- W (= NKS 662. 8°, Kopenhagen, Dänische Königliche Bibliothek): 4 Strophen

Dazu kommen Fragmente in Münster (verschollen; mit Strophe 20–23, 28, 44, 33, 32, 29) und Aarau (mit Strophe 10–15, 24, 25, 31, 26–28).
In Handschrift k (Kolmarer Liederhandschrift) ist auch eine Melodie überliefert, die als sogenannte Grußweise dem tugendhaften Schreiber zugeschrieben wird und stark rezitativische Prägung aufweist. Spätere Überlieferungen einer Melodie finden sich in den Meistersingerhandschriften von Weimar und Nürnberg sowie in den Tönen der Meistersinger. In der Wiener Leichhandschrift stehen alle Strophen unter Notenlinien, die Melodie ist jedoch nicht eingetragen. Diese Melodieüberlieferungen deuten ebenso wie der strophische Aufbau darauf hin, dass der Winsbecke wahrscheinlich in gesungener Form einem Publikum vorgetragen wurde oder zumindest darauf ausgelegt war.

## Beschreibung der Miniatur
Die Miniatur des Winsbecke im Codex Manesse geht zurück auf die seit der Antike überlieferte Lehrer-Schüler-Darstellung, in der zwei Personen in charakteristischer Redegestik wiedergegeben werden. Sie weist große Ähnlichkeit zu der ebenfalls im Codex Manesse überlieferten Tyro-Miniatur auf. In der linken Bildhälfte sitzt der Vater, der einen weiten purpurfarbenen Mantel mit reichem Pelzbesatz an der Schulterpartie und Pelzfutter trägt, auf einem geschweiften gelben Sessel. Seine Kleidung, die ergrauten Haare, der Bartwuchs und die sitzende Haltung charakterisieren ihn als den Vornehmeren und Älteren. Die Hände sind in erklärender Geste (der Zeigefinger der rechten Hand berührt einen Finger der linken) auf seinen Gesprächspartner, seinen Sohn, gerichtet. Rechts neben ihm steht der Sohn in der Rolle des Zuhörers (symbolisiert durch die vor dem Körper gekreuzten Hände). Er ist kleiner als der Vater dargestellt und mit gespreizter Beinstellung. In der linken oberen Ecke ist ein hingelehnter blauer Schild mit goldenen Kugeln abgebildet. Eine solche Kugel, mit Pfauenfedern besteckt, bildet auch das Zimier auf dem silbernen Helm, der rechts neben dem Schild zu sehen ist.